# Pere d’Artés
Pere d’Artés (14.–15. Jahrhundert) war ein valencianischer Adliger und Höfling. Er war der Grundherr von Alfafara. Diese Grundherrschaft der Familie Orís hatte er am 9. Dezember 1392 gekauft. Sein Sohn und sein Enkel erbten sie, bis sie dem König von Aragon verkauft wurde.
Er bekleidete wichtige Ämter am Hof von König Johann I. von Aragon: Ratsmitglied, Kammerherr, Schatzkanzler u. a. Er war Beauftragter des Königs in der Angelegenheit von dessen Heirat mit Violante von Bar in Paris. Er gehörte auch zum Hof von Martin von Aragon. Dieser ernannte ihn 1407 zum Testamentsvollstrecker.
Er war ein lebenslanger Mäzen. Francesc Eiximenis widmete ihm das Llibre dels àngels (Buch der Engel) 1392. Er veranlasste Eiximenis auch, die Vida de Jesucrist (Leben Jesu Christi) (1403?) auf Katalanisch und nicht auf Latein zu schreiben. Auch dieses Buch ist ihm laut Einleitung gewidmet. Antoni Canals widmete ihm 1406 die katalanische Übersetzung der Exposicions del Pater Noster, Ave Maria i Salve (Auslegungen des Vater unser, Ave Maria und Salve Regina).
Er leitete die Bauarbeiten am königlichen Palast von Valencia, wo er für sich das Engelszimmer einrichten ließ. Er wurde in der Kapelle seiner Familie begraben, die er im Kartäuserkloster von Porta Coeli gegründet hatte.